# Emigratis
Emigratis è stato un programma televisivo italiano di genere satirico, ideato e condotto dal duo comico Pio e Amedeo. Le prime tre edizioni sono andate in onda su Italia 1 dal 3 aprile 2016 al 19 aprile 2018, scritte da Amedeo Grieco, Pio D'Antini, Fabio di Credico e Aldo Augelli. Le prime due edizioni sono andate in onda in seconda serata successivamente, visto il successo ottenuto, sono stati spostati in prima serata. La quarta stagione è andata in onda su Canale 5 ed è stato scritto da Amedeo Grieco, Pio D'Antini, Emanuele Licitra e Sergio Catapano. 

## Il programma

### Contenuto
Il narratore Francesco Pannofino racconta le vacanze esuberanti e a scrocco dei due comici foggiani partendo da Ibiza e Formentera passando per Parigi, New York e altre grandi città del mondo dove incontrano e importunano vari VIP.
Caratteristica del programma è la voluta maleducazione e menefreghismo dei due protagonisti che puntano a creare situazioni imbarazzanti con contenuti di ignoranza e stupidità esplicite.

## Edizioni
| Edizione | Rete televisiva | Titolo del programma          | Conduzione   | Narrazione          | Periodo           | Periodo         | Puntate |
| Edizione | Rete televisiva | Titolo del programma          | Conduzione   | Narrazione          | Inizio            | Fine            | Puntate |
| -------- | --------------- | ----------------------------- | ------------ | ------------------- | ----------------- | --------------- | ------- |
| 1ª       | Italia 1        | Emigratis                     | Pio e Amedeo | Francesco Pannofino | 3 aprile 2016     | 22 maggio 2016  | 8       |
| 2ª       | Italia 1        | Emigratis                     | Pio e Amedeo | Francesco Pannofino | 12 marzo 2017     | 27 aprile 2017  | 8       |
| 3ª       | Italia 1        | Emigratis                     | Pio e Amedeo | Francesco Pannofino | 19 marzo 2018     | 19 aprile 2018  | 5       |
| 4ª       | Canale 5        | Emigratis - La resa dei conti | Pio e Amedeo | Francesco Pannofino | 28 settembre 2022 | 19 ottobre 2022 | 4       |

## Puntate e ascolti

### Prima edizione (2016)
| Puntata | Messa in onda  | Città                                                         | VIP | Ascolti        | Ascolti |
| Puntata | Messa in onda  | Città                                                         | VIP | Telespettatori | Share   |
| ------- | -------------- | ------------------------------------------------------------- | --- | -------------- | ------- |
| 1       | 3 aprile 2016  | Ibiza e Formentera                                            | Raffaella Zardo, Aída Yéspica, Gabriel Garko, Andrea Pirlo, Christian Vieri, Alberto Aquilani, Ariedo Braida, Elena Santarelli, Paolo Bonolis, Cristina Buccino | 985 000        | 9,30%   |
| 2       | 10 aprile 2016 | Parigi                                                        | Martín Castrogiovanni, Sergio Parisse, Valerio Bernabò, Nazionale italiana di rugby, Javier Zanetti, Eleonora Abbagnato, Marco Verratti, David Luiz, Edinson Cavani, Salvatore Sirigu, Gigi D'Alessio | 1 148 000      | 10,41%  |
| 3       | 17 aprile 2016 | Torino e Londra                                               | Raffaella Zardo, Fabio Quagliarella, Ciro Ferrara, Claudia Galanti, Alena Šeredová, Antonio Nocerino, Gabriele Parpiglia, Angelo Iudice, Mark Vandelli, Marco Amelia, Jordan Rocca, Angelo Ogbonna, Alessandro Diamanti, Aaron Rutigliano, Nico Di Donna, Fausto Leali | 1 052 000      | 10,52%  |
| 4       | 24 aprile 2016 | New York, Cascate del Niagara, Toronto, Montréal              | Romina Carrisi, Al Bano, Sebastian Giovinco, Marco Donadel, Didier Drogba, Massimo Lecas, Alessandro Nesta, Nino D'Angelo, Wilma Goich, Edoardo Vianello | 1 022 000      | 9,67%   |
| 5       | 1º maggio 2016 | Miami                                                         | Il Volo, Antonio Martucci, Rossano Rubicondi, Federica Pellegrini, Filippo Magnini, Nazionale di nuoto dell'Italia, Christian Vieri, Gianluca Vacchi | 1 058 000      | 10,79%  |
| 6       | 8 maggio 2016  | Tavullia, Lugano, CERN di Ginevra, Saint-Raphaël, Monte Carlo | Valentino Rossi, Paolo Meneguzzi, Rosaria Cannavò, Andrea Berti, Marco Branca, Mina, Gué Pequeno, Zdeněk Zeman, Paola Catapano, Veronica Angeloni | 765 000        | 8,43%   |
| 7       | 15 maggio 2016 | Sacramento e Los Angeles                                      | Umberto e Marco Belinelli, Nadia Lanfranconi, Elisabetta Canalis, Max Pescatori, Valentina Nappi, Franco Nero, Michael Madsen, Paul Sorvino, Denny Méndez | 839 000        | 9,02%   |
| 8       | 22 maggio 2016 | Los Angeles, Roma, Napoli e Foggia                            | Ennio Morricone, Quentin Tarantino, Richard N. Gladstein, Pascal Vicedomini, Franco Nero, Valeria Marini, Rafael Nadal, Alessandro Florenzi, Francesco Totti, Daniele De Rossi, Miralem Pjanić, Stephan El Shaarawy, Giovanni Malagò, Flavia Pennetta, Francesca Schiavone, Luca Cordero di Montezemolo, Salvatore Esposito, Marco D'Amore, Roberta Gemma, Fabio e Paolo Cannavaro, Ciro Ferrara, Angelo Peruzzi, Marco Materazzi, Marcello Lippi, Valentina e Gianluca Zambrotta, Simone Barone | 727 000        | 7,58%   |
| Media   | Media          | Media                                                         | Media | 949 000        | 9,46%   |

### Seconda edizione (2017)
| Puntata | Messa in onda  | Città                                            | VIP | Ascolti        | Ascolti |
| Puntata | Messa in onda  | Città                                            | VIP | Telespettatori | Share   |
| ------- | -------------- | ------------------------------------------------ | --- | -------------- | ------- |
| 1       | 12 marzo 2017  | Budapest (prima parte)                           | Davide Lanzafame, Marco Rossi, Rocco Siffredi e Rózsa Tassi, Malena, Éva Henger, Alvaro Vitali | 1 038 000      | 15,80%  |
| 2       | 13 marzo 2017  | Budapest (seconda parte) e Monte Carlo           | Alvaro Vitali, Rocco Siffredi, Alessandro Del Piero, Salt Bae, Steve Waugh, Ruud Gullit, Rocco Papaleo, Ezio Greggio, Remo Girone, Violante Placido | 1 154 000      | 9,10%   |
| 3       | 20 marzo 2017  | Foggia, Dubai, Abu Dhabi, Isola Yas              | Alessandro Di Battista, Roberto Saviano, Mirko Vučinić, Antonio Fresu, Raffaella Zardo, Nicola Ventola, Paris Hilton | 1 270 000      | 9,20%   |
| 4       | 27 marzo 2017  | Abu Dhabi, Dubai, Nizza, Monte Carlo             | Vittorio Brumotti, Gabibbo, Roberto Re, Walter Zenga, Enrico Varriale, Mario Balotelli, Desmond N'Ze, Riccardo Scamarcio, Alfonso Signorini, Gabriele Parpiglia, Simona Ventura, Giorgia Palmas, Flavio Briatore | 1 136 000      | 10,00%  |
| 5       | 3 aprile 2017  | Zurigo, Monaco di Baviera, Francoforte, Berlino  | Maurice Mobetie, Raffaella Zardo, Claudia Galanti, Irina Shayk, Zvonimir Boban, Carlo Ancelotti, Arjen Robben, Thiago Alcántara, Julian Green, Xabi Alonso, Arturo Vidal, Frank Ribery, Manuel Neuer, Robert Lewandowski, Angela Merkel | 1 120 000      | 8,30%   |
| 6       | 10 aprile 2017 | Wuhan, Shanghai                                  | Ciro e Paolo Ferrara, Jin Guang, Max Gazzè, Graziano Pellè | 1 314 000      | 10,20%  |
| 7       | 17 aprile 2017 | Shanghai, Tianjin, Pechino, Kuala Lumpur, Sepang | Hernán Crespo, Maria Grazia Cucinotta e Giulio Violati, Fabio Cannavaro, Luís Fabiano, Eleonora Pierro, Andrea Iannone e Belén Rodríguez | 1 141 000      | 8,70%   |
| 8       | 27 aprile 2017 | Singapore, Bologna, Londra, Fondi, Foggia        | Salvatore Aranzulla, Bebe Vio, Jordan Rocca, Aaron Rutigliano, Nathaniel Chalobah, Pedro Obiang, Giovanni Santoro, Antonio Conte (con il fratello Daniele, la moglie Elisabetta e la figlia Vittoria), Carlo Cudicini, John Terry, Fabrizio Ravanelli, Angelo Iudice, Nancy Dell'Olio, Anna Marra, David Luiz, Aleandro Baldi, giocatori del Foggia | 1 806 000      | 7,40%   |
| Media   | Media          | Media                                            | Media | 1 247 000      | 9,84%   |

### Terza edizione (2018)
| Puntata | Messa in onda  | Città                                                                     | VIP | Ascolti        | Ascolti |
| Puntata | Messa in onda  | Città                                                                     | VIP | Telespettatori | Share   |
| ------- | -------------- | ------------------------------------------------------------------------- | --- | -------------- | ------- |
| 1       | 19 marzo 2018  | Ibiza                                                                     | Antonio Sulpasso, Anna Maria Ricco, Baby Marcelo, Luca Tommassini, Stefano De Martino, Gaetano "Gaty" Mandurrino, Tommy Vee, Joseph Capriati, Bob Sinclar, Antonio Conte | 2 262 000      | 9,80%   |
| 2       | 26 marzo 2018  | Valencia, Barcellona, Amsterdam, Miami, Los Angeles, San Giovanni Rotondo | Raffaella Zardo, Gianluca Vacchi, Simone Zaza, Chiara Biasi, Bryan Roy, Fedez, Chiara Ferragni, Daniele Bonera, Roberto Soriano, Nicola Sansone, Ariedo Braida, Gianluca Mech, Claudia Romani, Anna "SisteParis" Trinchillo | 2 491 000      | 11,50%  |
| 3       | 2 aprile 2018  | Los Angeles, Las Vegas, L'Avana, Miami                                    | Maria De Filippi, Michele Dell’Oglio, Luca Iacobucci, Danilo Gallinari, Marco Mazzoli, Nadia Lanfranconi, Elisabetta Canalis, Costanza Caracciolo, Maddalena Corvaglia, Rossella Fiamingo, Raffaella Zardo, Gianluca Vacchi, Maria Elena Mastrangelo, Sarah Duque, Lulù Santiago, Alberta Santuccio, Alice Clerici, Scardina Daniele "King Toretto", Omar Hassan, Clarissa Marchese, Federico Gregorucci | 2 108 000      | 10,20%  |
| 4       | 12 aprile 2018 | Verona, Cracovia, Londra, Manchester, Leeds                               | Musicomio (Checco Occulto, Miriana Fabozzi e Mario Pio Coda), Raf, Umberto Tozzi, Fausto Leali, Enrico Ruggeri, Gianni Morandi, Al Bano, Marco Masini, Andrea Bocelli, Benji e Fede, Sara Daniele, Didier Drogba, Davide Zappacosta, Álvaro Morata, Matteo Darmian, Rafael Benítez, José Mourinho, Zlatan Ibrahimović, Paul Pogba, Rio Ferdinand, Andrea Radrizzani, Germana Schena, Veronica Berti, Angelo Ogbonna, Morena Urzini, Alice Campello, Aaron Rutigliano, Angelo Prezio, Bianca Santoro, Mariarosaria Binetti, Angelo Iudice, Francesca Cormanni, Lorenzo Tonetti | 1 602 000      | 7,40%   |
| 5       | 19 aprile 2018 | San Pietroburgo, Mosca, Odessa, Sanremo, Bologna, Foggia                  | Musicomio (Checco Occulto, Miriana Fabozzi e Mario Pio Coda), Domenico Criscito, Roberto Mancini, Salvatore Bocchetti, Massimo Carrera, Francesca Brambilla, Claudio Baglioni, Totò Cutugno, Giuseppe Signori, Zdeněk Zeman, Gigi D'Alessio, Enrico Brignano, Roberto Cenci, Marco Belinelli, Red Ronnie, Noemi, Le Vibrazioni, Uomo Gatto, Enzo Miccio, The Kolors, Francesco Facchinetti, Mattia Destro, Antonio Mirante, Fabio Mastrangelo, Antonio Villani, Danilo Mancuso, Giuseppe Tardibuono                                                                           | 1 754 000      | 8,84%   |
| Media   | Media          | Media                                                                     | Media | 2 043 000      | 9,55%   |

### Quarta edizione (2022)
| Puntata           | Messa in onda     | Città                                                     | VIP | Ascolti        | Ascolti |
| Puntata           | Messa in onda     | Città                                                     | VIP | Telespettatori | Share   |
| ----------------- | ----------------- | --------------------------------------------------------- | --- | -------------- | ------- |
| 1                 | 28 settembre 2022 | Dubai, Parigi                                             | Mike Tyson, Paola Catapano, Mahmood, Roberto Gualtieri, Elisabetta Franchi, Dasha Lapushka, Roberto Bolle, Fabio Cordella, Sebastien Frey, Ronaldinho, Wesley Sneijder, Kevin Kuranyi, Diego Lugano, Roberto Re, Riccardo Trevisani, Vitantonio Liuzzi, Flavio Briatore, Ali Saeed Ahmed Salem, Gianni Celeste, Ander Herrera, Marco Verratti, Neymar                     | 2 547 000      | 16,94%  |
| 2                 | 5 ottobre 2022    | Parigi, Londra                                            | Gianluigi Donnarumma (con in videochiamata Ciro Immobile, Gigi D'Alessio, Rosario Miraggio, Angelo Famao, Daniele De Martino, Nico Desideri e Nino D'Angelo), Sfera Ebbasta, Shablo, Maxi Lopez, Fausto Leali, Aaron Rutigliano, Pierluigi Gollini, Dejan Kulusevski, Antonio Conte (con la moglie Elisabetta), Chef Nusret, Endless, Giovanni Pernice, Rose Ayling-Ellis | 2 163 000      | 14,70%  |
| 3                 | 12 ottobre 2022   | Miami, Pig Beach, Los Angeles                             | Raffaella Zardo, Gianluca Vacchi, Sharon Fonseca, Fabio Fognini, Matteo Berrettini, Sergio Agüero, Nick Kyrgios, Marco Mazzoli, Andrea Damante, David Grutman, Daniele Scardina, Marvin Vettori, Bianca Riefoli (con in videochiamata Raf e Gabriella Labate), Joseph Capriati, Martin Garrix, Carl Cox, Hicham Ben Mbarek, Katherine Kelly Lang, John McCook             | 2 019 000      | 14,40%  |
| 4                 | 19 ottobre 2022   | Los Angeles, Las Vegas, San Paolo, Rio de Janeiro, Jilore | John McCook, Elisabetta Canalis, Marvin Vettori, Mike Tyson, Adriano, Diego Battistessa, Felipe Massa, Diego Lugano, Gabriella Guido, Alessio Grieco, Mario Pollio | 1 691 000      | 13,10%  |
| Media provvisoria | Media provvisoria | Media provvisoria                                         | Media provvisoria | 2 105 000      | 14,79%  |

## Audience
| Edizione | Rete televisiva | Anno | Stagione          | Programmazione | Programmazione | Programmazione | Programmazione | Programmazione | Programmazione | Programmazione | Collocazione   | Telespettatori | Share  | Premiere       | Premiere | Finale         | Finale |
| Edizione | Rete televisiva | Anno | Stagione          | L              | M              | M              | G              | V              | S              | D              | Collocazione   | Telespettatori | Share  | Telespettatori | Share    | Telespettatori | Share  |
| -------- | --------------- | ---- | ----------------- | -------------- | -------------- | -------------- | -------------- | -------------- | -------------- | -------------- | -------------- | -------------- | ------ | -------------- | -------- | -------------- | ------ |
| 1ª       | Italia 1        | 2016 | primavera         |                |                |                |                |                |                |                | Seconda serata | 949 000        | 9,46%  | 985 000        | 9,30%    | 727 000        | 7,58%  |
| 2ª       | Italia 1        | 2017 | inverno-primavera |                |                | 1 247 000      | 9,84%          | 1 038 000      | 15,80%         | 1 806 000      | Seconda serata | 7,40%          |        |                |          |                |        |
| 3ª       | Italia 1        | 2018 | inverno-primavera |                | Prima serata   | 2 043 000      | 9,55%          | 2 262 000      | 9,80%          | 1 754 000      | 8,84%          |                |        |                |          |                |        |
| 4ª       | Canale 5        | 2022 | autunno           |                | Prima serata   |                |                | 2 105 000      | 14,79%         | 2 547 000      | 16,94%         | 1 691 000      | 13,10% |                |          |                |        |